# Generalsanierung Hochleistungsnetz
Die Generalsanierung Hochleistungsnetz (zumeist kurz Generalsanierung) bezeichnet ein Infrastrukturvorhaben der deutschen Bundesregierung und der DB InfraGO zur umfassenden Erneuerung der bedeutendsten und verkehrsreichsten Eisenbahnverbindungen in Deutschland, die bei der Deutschen Bahn (DB) als Hochleistungskorridor eingeordnet sind. Insgesamt sollen zwischen 2024 und 2035 über 4000 Streckenkilometer während mehrmonatiger Vollsperrungen grundlegend instand gesetzt werden. Auf diese Weise sollen möglichst viele Arbeiten gleichzeitig durchgeführt werden können. Dies bedeutet eine Abkehr vom bisherigen, als ineffizient geltenden Prinzip, viele kleine Projekte über Jahre hinweg unter laufendem Betrieb umzusetzen.

## Ausgangssituation und Initiierung

### Vorgeschichte
In der ersten Jahreshälfte 2022 sank die monatliche Pünktlichkeit im Personenfernverkehr kontinuierlich von 80,9 % im Januar auf Werte unter 60 % in den Monaten Juni, Juli und August. Bahnintern gilt eine Pünktlichkeit von unter 70 % als rote Linie. Danach setze eine Art Todesspirale ein, die letztendlich zum Festfahren führt, wie Bahnchef Richard Lutz beschreibt. Gleichzeitig war die Lage im Güterverkehr trotz Krisensitzung des BDI Anfang 2022 unverändert schlecht: Schon 2021 waren 41,6 % der Güterzüge verspätet, auch 2022 waren bis Juni nur 60 % der Güterzüge pünktlich. An die Zielsetzung der Bundesregierung im Rahmen des 2020 veröffentlichten Masterplan Schienenverkehr, bis 2030 den Anteil der Bahn am Warentransport von 18,3 % auf 25 % auszubauen, glaubte beim Schienenverband Netzwerk Europäischer Eisenbahnen (NEE) kaum noch jemand.
Der Produktionsvorstand von DB Cargo, Ralf Kloß, beschrieb die Situation Mitte Mai 2022 in einem DB-Cargo-internen Video: Das Chaos sei inzwischen derartig gewaltig aufgrund von Baumaßnahmen und Störungen, dass es kaum noch zu beherrschen sei. Er habe in seinen 40 Jahren bei DB Cargo eine solche Situation nicht erlebt. Man denke über sehr radikale Maßnahmen nach und habe als erste Notaktionen u. a. für 25–30 % der Annahmestellen einen Stop für Einzelwagenverkehr verhängt. An einem Freitag Ende Mai 2022 standen 309 Züge der DB-Cargo unfreiwillig. An einem Montag Ende Mai musste DB Cargo 400 Züge im Depot lassen. Viele Unternehmen ließen wegen der Verspätungen und Ausfälle ihre Waren lieber wieder mit dem LKW befördern, weil die Bahn das Lieferaufkommen nicht bewältigen konnte. Immer mehr Speditionen würden von ihren Auftraggebern aufgefordert, die Bahn auf ihren Transportwegen zu streichen, so Frank Huster vom Branchenverband DSLV Bundesverband Spedition und Logistik (DSLV).
Ursache für die Verspätungen war das Übermaß an Baustellen, das einen reibungslosen Verkehr nicht mehr zuließ. Alleine für den Zeitraum vom 3. Juni bis 28. August 2022 waren 20.712 einzelne Bau- und Reparaturmaßnahmen bei der DB Netz AG aufgeführt. Dabei waren Forderungen nach einer Bündelung der Baumaßnahmen schon zuvor von verschiedenen Seiten geäußert worden. Nachdem DB Cargo in einem Telefonat Ende Mai Kunden über ein bevorstehendes „bitteres Jahr“ informiert hatte, entschlossen sich die Kunden, sich an Verkehrsminister Volker Wissing zu wenden.

### Ankündigung der Generalsanierung
Am 22. Juni 2022 machte Verkehrsminister Volker Wissing die Sanierung des Bahnnetzes zur Chefsache. In einer gemeinsamen Pressekonferenz mit Bahnchef Richard Lutz kündigte er eine grundlegende Sanierung des Schienennetzes an. Die Arbeiten sollen 2024 starten und 2030 in ein Hochleistungsnetz münden. Die Klimaziele der Regierung seien mit dem aktuellen Zustand der Bahn nicht zu schaffen. Die Infrastruktur der Bahn sei jahrelang vernachlässigt und durch Unterfinanzierung und politische Versäumnisse an ihre absolute Grenze gebracht worden. Die Nutzungsintensität auf dem Schienennetz hat sich seit der Bahnreform 1994 bis 2021 um mehr als 60 Prozent erhöht. Laut Bahnchef Lutz waren 2010 rund 47.000 Personen- und Güterzüge unterwegs, im Jahr 2022 sind es rund 51.000 und für 2030 werden gut 59.000 Züge erwartet.
Das hochbelastete Netz, rund 3500 km lang und damit rund 10 % des Gesamtnetzes, sei bereits ohne Baumaßnahmen zu 125 % ausgelastet. Um die Einschränkungen für Güter- und Personenverkehr zu minimieren, sollen alle geplanten Maßnahmen radikal gebündelt werden, um die Streckenabschnitte anschließend für mehrere Jahre frei von Baustellen zu halten. Außerdem sollen bei Bauarbeiten nicht nur die bestehenden Mängel beseitigt, sondern auch Zusatzmaßnahmen vorgenommen werden und die betroffenen Strecken damit auf einen erstklassigen Ausstattungsstandard kommen. Zudem solle mehr auf kundenfreundliches Bauen gesetzt werden und zu diesem Zweck hochverdichtete und kapazitätsschonende Bauverfahren genutzt werden.

#### Pilot Riedbahn
Im September 2022, drei Monate nach Bekanntgabe des Generalsanierungskonzeptes, kündigte die Bahn an, die Riedbahn (Bahnstrecke Mannheim–Frankfurt am Main) als erste generalzusanieren. Am 15. Juli 2024 sollte die Strecke vollgesperrt werden und innerhalb von 5 Monaten alle Anlagen und Bahnhöfe erneuert werden. Bereits zuvor sollten die geplanten Umleitungsstrecken für den Personen- und Güterverkehr technisch vorbereitet und ausgerüstet werden. Als erwartete Kosten wurden rund 500 Millionen € genannt. Die Sanierung der Riedbahn wurde auch als Pilotprojekt auf dem Weg zum Hochleistungsnetz bezeichnet. Das Gelingen des Projekts Riedbahn-Generalsanierung sollte zur Blaupause für die Ertüchtigung weiterer Hochleistungskorridore werden. Im Rahmen der Sanierungen sollten auch kleine kapazitätssteigernde Maßnahmen wie zusätzliche Überleitstellen, Weichen und Blockverdichtungen umgesetzt werden. Streckenausrüstungen mit dem European Train Control System waren ebenfalls vorgesehen. Ziel der Generalsanierung war es, den Zugverkehr pünktlicher zu machen und die Voraussetzungen zu schaffen, um die verkehrspolitischen Ziele im Personen- und Güterverkehr zu erreichen.
Im Rahmen der Vollsperrung wurden u. a. 117 km Gleise, 140 km Lärmschutzwände sowie die Leit- und Sicherungstechnik erneuert. Ferner wurden drei neue Überleitstellen und einzelne Geschwindigkeitserhöhungen umgesetzt. Zu dem Vorhaben zählte auch die Westliche Einführung der Riedbahn, der Abschnitt Biblis–Worms, der Abschnitt zwischen Hofheim und Bürstadt der Nibelungenbahn sowie Verbindungskurven im Bereich des Bahnhofs Groß Gerau-Dornberg. Am 14. Dezember 2024 wurde die sanierte Strecke wieder für den Verkehr freigegeben.
Nicht in Betrieb gingen zunächst mehrere Nebenäste, mehrere nicht durchgehende Hauptgleise, mehrere Bahnübergänge und die Zugbeeinflussung per European Train Control System (ETCS). Die vollständige Inbetriebnahme des ETCS war Anfang Juli 2025 noch nicht absehbar.

### Weitere Entwicklung
Insgesamt sollen zwischen 2024 und 2030 über 4000 Streckenkilometer während mehrmonatiger Vollsperrungen grundlegend instand gesetzt werden, um als Hochleistungskorridore wirken zu können. Auf diese Weise sollen möglichst viele Arbeiten gleichzeitig durchgeführt werden können. Dies bedeutet eine Abkehr vom bisherigen, als ineffizient geltenden Prinzip, viele kleine Projekte über Jahre hinweg unter laufendem Betrieb umzusetzen. Bis 2027 sollen 1500 Streckenkilometer generalsaniert werden. Im Juni 2025 kündigte die DB InfraGO an, den Zeitplan für die Generalsanierungen zu überarbeiten und die Maßnahmen auf einen längeren Zeitraum zu strecken. Im Rahmen eines „Branchendialogs“ soll ein Vorschlag für eine Streckung bis 2035 erarbeitet werden. Nach den Erfahrungen bei der Generalsanierung der Riedbahn wurde entschieden, auf der Strecke Berlin–Hamburg keine Doppelausrüstung mit Punktförmiger Zugbeeinflussung (PZB) und dem European Train Control System (ETCS) vorzunehmen. Stattdessen werden zunächst weiterhin PZB und LZB zum Einsatz kommen. Die perspektivisch notwendige Aufrüstung auf ETCS soll dann im Rahmen einer erneuten, mehrmonatigen Sperrung jeweils in den frühen 2030er Jahre erfolgen. Ebenso sollen weniger Weichen und Ausweichstellen als ursprünglich vorgesehen eingeplant werden, so dass nur zwischen 10 und 15 % der Anlagen erneuert würden.

## Betroffene Streckenkorridore
Folgende Strecken sollen Bestandteil der Generalsanierung sein. Die Tabelle stellt den letzten veröffentlichten Stand dar.
| Projekt (Strecke)                             | Länge  | Beginn           | Ende                                                                | Vorgehen | Kostenschätzung |
| --------------------------------------------- | ------ | ---------------- | ------------------------------------------------------------------- | --- | --------------- |
| Mannheim Waldhof–Zeppelinheim („Riedbahn“)    | 074 km | 15. Juli 2024    | 14. Dezember 2024 (feierliche, eingeschränkte Wiederinbetriebnahme) | Vollsperrung. Zielzustand wurde bislang nicht erreicht, Strecke läuft mit gegenüber dem vorigen Zustand reduzierter zulässiger Geschwindigkeit und mit gegenüber dem geplanten Zustand verminderter Kapazität. | 1,5 Mrd. €      |
| Emmerich–Oberhausen                           | 073 km | 15. Februar 2025 | 13. Dezember 2025                                                   | abwechselnd Vollsperrungen (167 Tage) und eingleisige Sperrungen im Abschnitt Wesel–Friedrichsfeld (396 Tage) von 1. November 2024 bis 17. Mai 2026                                                            |                 |
| Berlin–Hamburg                                | 278 km | 1. August 2025   | 1. Mai 2026                                                         | | 2,5 Mrd. €      |
| Hagen–Wuppertal und Wuppertal–Köln            | 065 km | 6. Februar 2026  | 10. Juli 2026                                                       | |                 |
| Nürnberg-Reichswald–Regensburg                | 088 km | 6. Februar 2026  | 10. Juli 2026                                                       | |                 |
| Obertraubling–Passau                          | 115 km | 10. Juni 2026    | 11. Dezember 2026                                                   | |                 |
| Troisdorf–Koblenz                             | 089 km | 10. Juli 2026    | 11. Dezember 2026                                                   | |                 |
| Koblenz–Wiesbaden                             | 093 km | 10. Juli 2026    | 11. Dezember 2026                                                   | |                 |
| Rosenheim–Salzburg                            | 061 km | 5. Februar 2027  | 9. Juli 2027                                                        | war zunächst für das 2. Halbjahr 2027 geplant |                 |
| Lehrte–Berlin                                 | 227 km | 5. Februar 2027  | 11. Dezember 2027                                                   | Diverse Teil- und Vollsperrungen von Schnellfahrstrecke und Stammbahn sind zwischen 31. Mai 2025 und 11. Dezember 2027 geplant.                                                                                |                 |
| Bremerhaven–Bremen                            | 092 km | 9. Juli 2027     | 11. Dezember 2027                                                   | |                 |
| Hanau–Fulda („Kinzigtalbahn“)                 | 081 km | 16. August 2027  | 30. Januar 2028                                                     | wurde nachträglich aufgenommen |                 |
| Hürth-Kalscheuren–Koblenz                     | 084 km | 4. Februar 2028  | 7. Juli 2028                                                        | |                 |
| Koblenz–Mainz                                 | 092 km | 4. Februar 2028  | 7. Juli 2028                                                        | |                 |
| Hagen–Hamm                                    | 054 km | 4. Februar 2028  | 7. Juli 2028                                                        | |                 |
| München–Rosenheim                             | 055 km | 4. Februar 2028  | 7. Juli 2028                                                        | war zunächst für 1. Halbjahr 2027 geplant |                 |
| Lübeck–Hamburg                                | 061 km | 2028 (Vorschlag) | 2028 (Vorschlag)                                                    | war ursprünglich für 2. Halbjahr 2027 geplant |                 |
| Würzburg–Treuchtlingen                        | 170 km | 7. Juli 2028     | 8. Dezember 2028                                                    | war ursprünglich für 1. Halbjahr 2030 geplant |                 |
| Minden–Wunstorf                               | 042 km | 7. Juli 2028     | 8. Dezember 2028                                                    | war ursprünglich für 2. Halbjahr 2030 geplant |                 |
| Weddel–Magdeburg                              | 078 km | 7. Juli 2028     | 8. Dezember 2028                                                    | war ursprünglich für 1. Halbjahr 2030 geplant |                 |
| Köln–Aachen                                   | 077 km | 7. Juli 2028     | 8. Dezember 2028                                                    | Strecke nachträglich aufgenommen |                 |
| Forbach–Saarbrücken, Saarbrücken–Ludwigshafen | 133 km | 7. Juli 2028     | 8. Dezember 2028                                                    | war ursprünglich für 2. Halbjahr 2029 geplant |                 |
| Lehrte–Groß Gleidingen                        | 037 km | 1. Halbjahr 2029 | 1. Halbjahr 2029                                                    | |                 |
| Hamburg–Hannover                              | 189 km | 1. Halbjahr 2029 | 1. Halbjahr 2029                                                    | |                 |
| Bremen/Rotenburg–Wunstorf                     | 129 km | 2. Halbjahr 2029 | 2. Halbjahr 2029                                                    | |                 |
| Stuttgart–Ulm                                 | 090 km | 2. Halbjahr 2029 | 2. Halbjahr 2029                                                    | |                 |
| Bremen–Osnabrück                              | 117 km | 1. Halbjahr 2030 | 1. Halbjahr 2030                                                    | |                 |
| Osnabrück–Münster                             | 050 km | 1. Halbjahr 2030 | 1. Halbjahr 2030                                                    | |                 |
| Kassel–Friedberg                              | 130 km | 1. Halbjahr 2030 | 1. Halbjahr 2030                                                    | |                 |
| Münster–Recklinghausen Süd                    | 060 km | 2. Halbjahr 2030 | 2. Halbjahr 2030                                                    | |                 |
| Mannheim–Karlsruhe                            | 075 km | 2. Halbjahr 2030 | 2. Halbjahr 2030                                                    | |                 |
| Ulm–Augsburg                                  | 092 km | 2. Halbjahr 2030 | 2. Halbjahr 2030                                                    | |                 |
| Frankfurt (Main)–Heidelberg                   | 092 km | ?                | ?                                                                   | wurde Mitte 2025 vom 1. Halbjahr 2027 auf einen nicht genannten späteren Zeitraum verschoben |                 |
| Bremen–Hamburg-Harburg                        | 181 km | ?                | ?                                                                   | wurde Ende 2024 von 1. Halbjahr 2028 auf einen nicht genannten Termin verschoben |                 |
| Würzburg–Nürnberg                             | 095 km | ?                | ?                                                                   | wurde Ende 2024 von 1. Halbjahr 2028 auf einen nicht genannten Termin verschoben |                 |
| Nordstemmen–Göttingen                         | 081 km | ?                | ?                                                                   | wurde Ende 2024 von 2. Halbjahr 2028 auf einen nicht genannten Termin verschoben |                 |
| Uelzen–Stendal                                | 107 km | ?                | ?                                                                   | wurde Ende 2024 von 2. Halbjahr 2028 auf einen nicht genannten Termin verschoben |                 |
| Bebra–Fulda                                   | 069 km | ?                | ?                                                                   | wurde Ende 2024 von 2. Halbjahr 2028 auf einen nicht genannten Termin verschoben |                 |
| Hamm–Dortmund–Düsseldorf–Köln                 | 156 km | —                | —                                                                   | wurde Mitte 2024 von 2027 auf nach 2028 verschoben; später laut Zweckverband Nahverkehr Westfalen-Lippe zugunsten der Bahnstrecke Frankfurt–Göttingen gestrichen                                               |                 |

## Kritik
Es wird kritisiert, dass die Kosten für eine solch kurzfristige Generalsanierung bereits bei den ersten Projekten die kalkulierten Kosten übersteigen und sie somit viel teurer sei als die normale Sanierung in langfristig geplanten Zeiträumen. So seien die geplanten Kosten für die Sanierung der Riedbahn Mitte 2024 noch vor Baubeginn von 7,1 auf 18,6 Millionen Euro pro Kilometer gestiegen. Außerdem wird befürchtet, dass das übrige Netz außerhalb der geplanten Korridore weiterhin in marodem Zustand bleibt.
Die CDU/CSU kritisiert, dass Bauwerke wie Brücken, für deren Sanierung ein aufwändiges Planfeststellungsverfahren notwendig sei, nicht in die Generalsanierung einbezogen würden und daher die Strecken in einigen Jahren erneut angegangen werden müssten. Sie kündigte im Februar 2025 an, eine neue Bundesregierung mit Unionsbeteiligung würde bei jede der „geplanten Sanierungen einzeln anschauen und entscheiden, was nötig und sinnvoll ist“.
Das Eisenbahnverkehrsunternehmen Agilis sieht sich durch die im Jahr 2026 für „Generalsanierungen“ geplante Vollsperrungen (zwischen Nürnberg und Regensburg, Obertraubling und Passau sowie Einschränkungen auf weiteren Strecken) in seiner Existenz bedroht und hat Beschwerde bei der Bundesnetzagentur eingelegt. Es zweifelt insbesondere die Alternativlosigkeit der Vollsperrungen an. Die geplanten Maßnahmen – die Erneuerung von 80 Gleiskilometern, 40 Weichen und 60 Kilometern Oberleitung sowie die Schaffung zusätzlicher Weichen und eine Bahndammsanierung – könnten auch in abwechselnden eingleisigen Sperrungen erledigt werden. Die Beschlusskammer 10 der Bundesnetzagentur wies eine Beschwerde des Unternehmens mit Beschluss vom 7. Februar 2025 als unbegründet zurück. Das Unternehmen bedauerte die Entscheidung, in der die Wirtschaftlichkeit der Generalsanierung keine Rolle gespielt habe. Es verwies u. a. auch darauf, dass die Kosten bei der Generalsanierung der Riedbahn „aus dem Ruder“ gelaufen seien und eine Nutzen-Kosten-Analyse ausstehe.